# کوپرنیکا
کوپرنیکا (نام علمی: Copernicia) نام یک سرده از خانواده نخل و بومی آمریکای جنوبی و آنتیل بزرگ است. از بین گونه‌های شناخته‌شده و دورگه این جنس، ۲۲ گونه از ۲۷ گونه بومی کوبا است.
آن‌ها نخل‌های بادبزنی هستند، با برگ‌هایی که یک دمبرگ برهنه در یک بادبزن دور برگ‌های متعدد خاتمه می‌یابد. این گونه درختان کوچک و میان‌جثه با رشد ۵–۳۰ متری هستند، که معمولاً نزدیک به جویبارها و رودخانه‌ها در زیستگاه‌های گرم‌دشتی مشاهده می‌شوند. 